# 李存義
李 存義（り そんぎ・Li Cunyi、1847年 - 1921年）は、中国の武術家。形意拳・八卦掌の達人。字を「忠元」。
（原名は「存毅」、字も「粛堂」であった。）
河北省深県の人。その気性は財を軽んて義を重んじ、戦いにおいても生涯偽りを用いなかったことで知られる、近代中国において最高の豪気義烈を誇った武人。 
幼少より長拳、通背拳など各種拳術を学び、後に劉奇蘭を拝し形意拳を学ぶ。さらに郭雲深、八卦掌の董海川にもついて学び大成する。1890年には清朝の総督劉坤一の兵士に武術を教え、匪賊を討つことでしばしば功績があり、やがて昇任されるもそれを辞退して天津におもむき、商隊の護衛を主に行う万通鏢局（ばんつうひょうきょく）を設立。 
（後に金銭に全く拘らなかった李は資金繰りが困難となり、万通鏢局を閉鎖する。 李は金銭に困っている者が居ると理由を聞かずに施したともいう。） 
李は各省を住来して保鏢の業に携わるが、護送中に賊が襲いかかると、自ら単刀を揮って悉く撃退し、後に賊は、李が商隊の護衛をしていると知ると、それだけで襲撃を諦めるほどとなり、 
また当時、義気人に勝る李の名を聞いただけで道を避ける者もいたほどであった。 
それゆえ人々は「単刀李」の通り名で李を呼び、やがてその武名は国内全土に轟くようになった。 
1900年、「扶清滅洋」（清朝を助け、西洋を滅ぼせ。）をスローガンに、山東省で起こった政治秘密結社「義和団」は、清朝の支持を得て暴動を全国各地に拡大。やがて居留地民保護を名目にして出動した、日本・ドイツ・イギリス・フランス・ロシア・アメリカ・イタリア・オーストリアの8ヶ国連合軍との戦闘状態となる。
これを受けて義憤を感じた李存義も、義和団に既に参加している李の師兄弟たちに協力して参戦。最も戦闘の激しかった天津の戦いにおいて、自身の経営する万通鏢局を率い、銃火器で武装した日米欧の軍隊を相手に血刀を揮い凄まじい戦いを展開する。一説によれば、これが李が「単刀李」と呼ばれた本当の理由であるとも言われている。 
辛亥革命直後の1912年には、袁世凱大総統の親衛隊の武術教官であった李瑞東に招かれ、天津に全国の武術家たちの友和を図って設立された天津「中華武士会」の教務主任となり、つづいて王向斉、孫禄堂、尚雲祥などと共に南洋学校で武術の教授を行う。
また1918年、北京に世界第一力士と自称するロシア人のボクサーが来訪し、万国比武大会という試合を企画して武術家たちを挑発したことに憤り、これを破って、政府より一等金質奨章に授賞される。
李の生涯教えた門徒は甚だ多く、尚雲祥、王俊臣、李彩亭、陳俊峰などが著名である。また李は形意門にとって歴史に残るテキストである 『五行拳譜』・『連環拳譜』・『拳術教範』などの著作がある。 
李存義は晩年においても少しも倦むことなく数多くの門弟を教え、形意拳の普及に尽力し、1921年、74歳でその生涯を終える。